# Cleisostoma longipaniculatum
Cleisostoma longipaniculatum är en orkidéart som beskrevs av Paul J. Kores. Cleisostoma longipaniculatum ingår i släktet Cleisostoma och familjen orkidéer. Inga underarter finns listade i Catalogue of Life.